# 公開大学

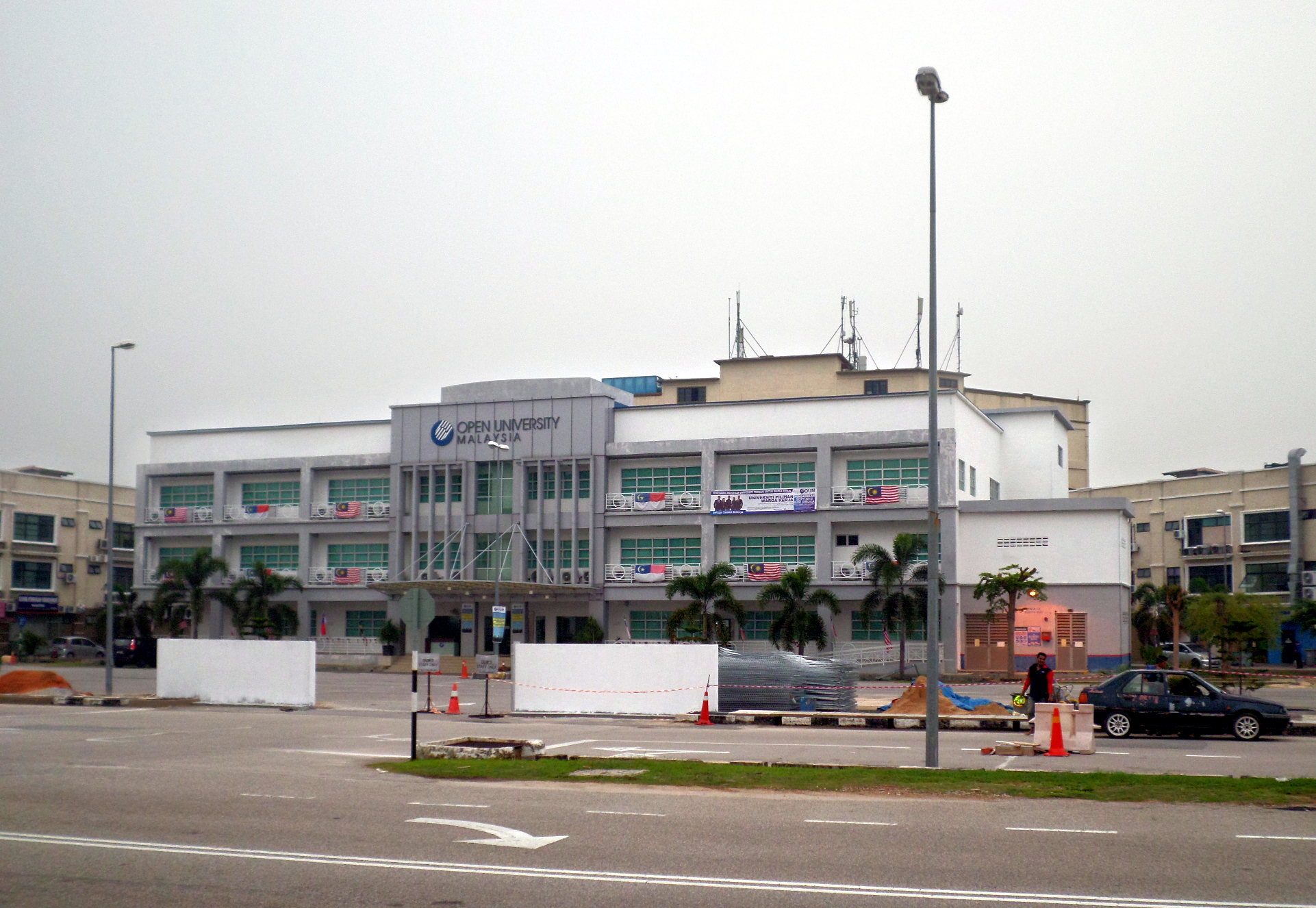
マレーシアのムラカ州にあるOpen University Malaysiaの校舎

公開大学（Open university、オープン・ユニバーシティ）とは、入学要件が最小限または存在しない大学である。
公開大学では、サポート学習や遠隔教育などの特別な授業方法を取り入れている場合がある。ただしすべての公開大学が遠隔教育を行っているわけではなく、遠隔教育を行っていてもオープンなアドミッションポリシーを採用しているとは限らない。

## 主な公開大学

### アジア
- 放送大学 - 日本
- 韓国放送通信大学校 - 韓国
- 中央広播電視大学 - 中国
- 香港都会大学 - 香港
- 国立空中大学 - 台湾
- 高雄市立空中大学 - 台湾
- イスタンブール大学（一部） - トルコ
- ワワサン公開大学 - マレーシア
- マレーシア公開大学 - マレーシア

### ヨーロッパ
- キーウ大学（一部） - ウクライナ
- アベルタ大学 - ポルトガル
- オープン大学 - イギリス
- ノヴィサド公開大学 - セルビア
- オランダ公開大学 - オランダ
- カタルーニャ公開大学 - スペイン・カタルーニャ

### 北米
- アサバスカ大学 - カナダ
- テリュク大学 - カナダ・ケベック